# ابوعمر الآلمانی
یمین ابو زند (۱۹۸۶ – ۲۵ مارس ۲۰۱۷), شناخته شده با کنیه ابو عمر الآلمانی (عربی: أبو عمر الألمانی) از فرماندهان و امیران برجسته داعش در سوریه بود. او نخست در ویدیوهای داعش در سال ۲۰۱۵ ظاهر شد و تا سال ۲۰۱۷ مقامش ارتقا یافت. او از کشته شدگان در جنگ علیه سوریه نیروهای دموکراتیک (ائتلاف به رهبری کردها) بود.

## کتابشناسی
- Günther, Christoph; Ourghi, Mariella; Schröter, Susanne; Wiedl, Nina (2016). "Dschihadistische Rechtfertigungsnarrative und ihre Angriffsflächen".  In Janusz Biene (ed.). Salafismus und Dschihadismus in Deutschland: Ursachen, Dynamiken, Handlungsempfehlungen [Salafism and Jihadism in Germany: Reasons, dynamics, recommendations for action] (به آلمانی). Frankfurt, New York City: Campus Verlag. pp. 159–198. ISBN 978-3-593-50637-1.